# تولید پروتئین
تولید پروتئین به یک فرایند زیست فناوری گفته می‌شود که در آن یک پروتئین خاص تولید می‌گردد. این کار عموماً توسط دستکاری در بیان ژنی یک جاندار به منظور تولید بالای ژن نوترکیب انجام می‌گردد. این فرایند شامل رونویسی از DNA ی نوترکیب به RNA پیامبر و سپس ترجمه RNA پیامبر به رشته‌های پلی پپتید است که نهایتاً به پروتئین عملکردی فولد می‌شود.
سامانه‌های تولید پروتئین در علوم زیستی، زیست فناوری و پزشکی کاربرد دارند. تحقیقات بیولوژی مولکولی از تعداد زیادی پروتئین و آنزیم (که بسیاری از آن‌ها در سیستم‌های بیانی دخیلند) استفاده می‌کند. از جمله این آنزیم‌ها می‌توان به DNA پلیمراز(DNA polymerase) اشاره کرد. با کمک این پروتئین‌ها و آنزیم‌ها، پروتئین‌هایی ساخته می‌شوند که به عنوان یک عامل هدف بیولوژی یا داروی بالقوه کاربرد دارند. همچنین سیستم‌های بیانی در فرمنتاسیون صنعتی بخصوص در تولید زیست دارو از قبیل انسولین و همچنین تولید آنزیم‌ها کاربرد فراوانی دارند.

## سیستم‌های تولید پروتئین
سیستم‌های متداول تولید پروتئین شامل سلول‌های مشتق شده از باکتری، مخمرو، باکولوویروس-حشره و پستاندارانو است. اخیراً قارچ‌های رشته‌ای از جمله Myceliophthora thermophila نیز در این دسته‌بندی قرار می‌گیرند.
قدیمی‌ترین و متداول‌ترین نوع سیستم‌های بیانی، سیستم‌های بر پایه سلول است. این سیستم در واقع ترکیبی از یک وکتور بیانی، DNA ی کلون شده و میزبانی برای وکتور است. این عوامل سبب می‌شود که ژن خارجی بتواند در یک سلول میزبان فعال شود و پروتئین مورد نظر را تولید کند و.
راه‌های بسیار زیادی به منظور وارد کردن DNA ی خارجی به سلول میزبان وجود دارد. همچنین سلولهای میزبان که به منظور بیان استفاده می‌شود نیز بسیار مختلف اند. هر کدام از این سیستم‌های بیانی، مزایا و معایب خاص خود را دارند. باکتریها (از جمله ای کلای و باسیلوس سوبتیلیس)، مخمرهایی مانند ساکارومیسزسرویسیه۴ و لاین‌های سلولی یوکاریوتی از جمله میزبان‌های متداول هستند. همچنین ویروس‌ها (از جمله باکولوویروس، رتروویروس و آدنوویروس)، پلاسمید‌ها، کروموزوم‌های مصنوعی و باکتریوفاژها (از جمله لامبدا) از منابع DNA و مکانیسم‌های انتقال دهنده متداولند.
بیان مناسب در یک سیستم بیانی، به ژن‌های در گیر در آن بستگی دارد. به عنوان مثال ساکارومایسز سرویسیه برای پروتئین‌هایی که نیازمند تغییرات پس از ترجمه هستند، اولویت دارد. لاین‌های سلولی پستانداران و حشرات در زمانی استفاده می‌شود که RNA ی پیامبر نیازمند پیرایش (splicing) باشد. تولید آسان و مقادیر بالای پروتئین نیز از مزایای بیان پروتئین در باکتری هاست. اما از آنجایی که باکتری‌ها، پروکاریوت هستند، به همه آنزیم‌های لازم جهت ایجاد تغییرات پس از ترجمه و فولدینگ مولکولی مجهز نیستند؛ بنابراین، پروتئین‌های چند دومینی یوکاریوتی(multi-domain eukaryotic proteins) که در باکتری‌ها بیان می‌شوند معمولاً فاقد عملکرد خواهند بود.
همچنین بسیاری از پروتئین‌ها نا محلول بوده و ایجاد اینکلوژن بادی می‌کنند. بازکردن این پروتئین‌ها از هم و برگرداندن ساختار طبیعی آن‌ها بدون این که دناتوره شوند مشکل است.
به منظور فایق آمدن بر این مشکل و امکان تولید پروتئین با ساختاری نزدیک تر به موجودات یوکاریوتی، سیستم‌های بیانی سلول‌های یوکاریوتی ساخته شدند. سلول‌های گیاهی (مانند تنباکو)، سلول‌های حشرات یا پستانداران (مانند گاو) با ژن‌ها ترنسفکت شده‌اند و به منظور تولید پروتئین با فولدینگ مناسب در سوسپانسوین یا حتی بافت یا موجود کامل کشت داده شده‌اند. هر چند که سیستم‌های بیانی پستانداران در شرایط درون بدنی(in vivo) بازدهی پایینی دارند و با دیگر محدودیت‌ها نیز همراه‌اند.
گروه دیگری از سیستم‌های بیانی نیز ایجاد شده‌اند که حاصل تلفیق سیستم‌های بیانی پروکاریوتی و یوکاریوتی هستند. با کمک این سیستم‌ها، امکان تولید مقادیر بالای پروتئین فراهم می‌شود و در عین حال سیستم دارای قدرت انجام تغییرات اپی ژنتیک پیشرفته است. این نوع سیستم در واقع با استفاده از یوکاریوت‌های تک سلولی مانند سلول‌های غیر بیماری زای لیشمانیا ایجاد شده‌است.

### سیستم‌های باکتریایی

#### اشرشیا کولی
اشرشیا کولی یکی از میزبان‌های بیانی است که به وفور مورد استفاده قرار می‌گیرد. به منظور بیان، DNA در داخل یک وکتور بیانی پلاسمیدی قرار می‌گیرد. روش‌های افزایش بیان در E.coli به خوبی شناخته شده‌اند.

#### کورینه باکتریوم
سویه‌های غیر بیماریزای گرم مثبت کورینه باکتریوم در تولید صنعتی اسید آمینه‌های مختلف مورد استفاده قرار می‌گیرند. از سویه C. glutamicum به وفور به منظور تولید گلوتامات و لیزین، ترکیبات خون انسان، غذای دام و دارو استفاده می‌شود.

#### سودوموناس فلوئورسنس
این باکتری از انواع غیر بیماری زا و گرم منفی است. از این سویه عمدتاً به منظور بهبود زیست درمانی(biotheraputics) و واکسن استفاده می‌شود.

### سیستم‌های یوکاریوتی

#### ساکارومیسز سرویسیه وپیکیا پاستوریس
S. cerevisiae از سیستم‌های بیانی مخمر است که عموماً مورد استفاده قرار می‌گیرد و به خوبی شناخته شده‌است. سیستم‌هایی بیانی Pichia pastoris تولید پایدار و مداوم پروتئین با بازدهی بالا را ممکن می‌سازند.

#### قارچ رشته‌ای
قارچ‌های رشته‌ای خصوصاً آسپرژیلوس و تریکودرما و اخیراً Myceliophthora thermophila C1 به صورت پلتفورم بیانی توسعه پیدا کرده‌اند و به منظور شناسایی و تولید آنزیم‌های صنعتی مختلف کاربرد دارند.

#### سلول آلوده به باکولوویروس(Baculovirus-infected cells)
پروتئین‌های گلیکوزیله یا غشایی را که نمی‌توان از طریق مخمر یا سلول‌های پروکاریوتی بیان کرد را می‌توان با سلول‌های حشره‌ای آلوده(Infected insect cells) یا سلول‌های پستانداران (HeLa, HEK 293) تولید کرد. این سیستم‌های بیانی برای تولید پروتئین‌ها با مقیاس بالا کاربر دارند. اما بیان ژن‌ها در آن‌ها تداوم ندارد. چراکه سلول‌های میزبان آلوده(infected) به تدریج طی هر چرخهٔ infection لیز شده و می‌میرند.

#### بیان سلول حشره‌ای غیر لیتیک(Non-lytic insect cell expression)
بیان سلول‌های حشره‌ای غیر لیتیک جایگزینی برای سیستم بیانی باکولوویروس لیتیکی است. سیستم غیر لیتیکی بازدهی بالاتری در بیان پروتئین دارند و بیان ژن‌ها در مقایسه با بیان سلول آلوده به باکولوویروس baculovirus-infected cell)) سریعتر است.

#### لیشمانیا
Protozoan Leishmania tarentolae(یک سویه غیر بیماری زا) یک سیستم بیانی است که امکان تولید پایدار و مداوم پروتئین را با بازدهی بالا و محیط شیمیایی معلوم فراهم می‌کند. پروتئین‌هایی که در این سیستم بیان می‌شوند، به‌طور کامل تغییرات پس از ترجمه شامل گلیکوزیلاسیون و شکل گیری باند دی‌سولفیدی را دارا هستند.

#### سیستم‌های پستانداران
متداول‌ترین سیستم‌های بیانی در پستانداران، سلول‌های تخمدان همستر چینی (CHO) و سلول‌های کلیه جنین انسان(HEK) است.

### سیستم‌های فاقد سلول
تولید پروتئین‌ها بدون استفاده از سلول، در شرایط آزمایشگاهی و با استفاده از RNA پلیمراز، ریبوزوم‌ها، tRNA و ریبونوکلئوتیدهای خالص انجام می‌گیرد. این عناصر ممکن است از طریق استخراج از سلول‌ها یا از یک سیستم بیانی بر پایه سلول تولید شوند. به علت مقادیر پایین بیان و هزینه بالای سیستم‌های فاقد سلول، سیستم‌های بر پایه سلول به میزان بیشتری مورد استفاده قرار می‌گیرند.